# Nikołaj Tagancew
Nikołaj S. Tagancew (ur. 1843 w Penzie, zm. 22 marca 1923 w Piotrogrodzie) – rosyjski prawnik, profesor uniwersytetu w Petersburgu.
Był karnistą, reprezentantem szkoły klasycznej, przewodniczącym komisji autorów kodeksu karnego Imperium Rosyjskiego z 1903 roku, tzw. Kodeksu Tagancewa. W Polsce kodeks ten obowiązywał na ziemiach byłego zaboru rosyjskiego do 1932 roku.
Kodeks Tagancewa wprowadził zdecydowanie unowocześnione prawo karne w stosunku do Kodeksu Kar Głównych i Poprawczych z 1845 roku.